# The Essential Toto
Albums de Toto
Live in Amsterdam
(2003) Falling in Between
(2006)
The Essential Toto est une compilation de Toto produit par Sony BMG en 2003 en tant que série des Essential.
Une version double CD fut produite en 2005.

## Pistes (version 1 CD)
Cd 1:
1. Hold the Line – 3:56
2. Rosanna – 5:30
3. Africa – 4:58
4. 99 – 5:15
5. Make Believe – 3:43
6. I'll Supply the Love – 3:46
7. Georgy Porgy – 4:10
8. I Won't Hold You Back – 4:56
9. I'll Be Over You – 3:50
10. Without Your Love – 4:53
11. Pamela (en) – 5:10
12. The Turning Point – 5:27
13. Mindfields – 6:13
14. On the Run (Live) – 6:59

## Pistes (version 2 CD)
Cd 1:
1. Rosanna
2. Stop Loving You
3. Hold the Line
4. Caught in the balance
5. 99
6. The Other Side
7. I Won't Hold You Back
8. Africa
9. Don't Chain My Heart
10. 2 Hearts
11. Waiting for Your Love
12. Make Believe
13. Goodbye Elenore
14. Home of the Brave
15. How Does It Feel
16. The Road Goes On

Cd 2:
1. I Will Remember
2. Georgy Porgy
3. Just Can't Get to You
4. Pamela
5. Baby He's Your Man
6. I'll Supply the Love
7. Holyanna
8. The Turning Point
9. If You Belong to Me
10. Can You Hear What I'm Saying
11. Slipped Away
12. Dave's Gone Skiing
13. Without Your Love
14. Stranger in Town
15. Till the End
16. I'll Be Over You